# 科斯塔拉伊内拉
科斯塔拉伊内拉（義大利語：Costarainera），是意大利因佩里亚省的一个市镇。总面积2.46平方公里，人口819人，人口密度332.9人/平方公里（2009年）。ISTAT代码为008024。